# Políptico del juicio final
Políptico del Juicio Final es la denominación historiográfica de un retablo políptico de nueve paneles en su disposición abierta y seis en su disposición cerrada, con unas dimensiones totales de 215×560 cm. Fue pintado entre 1444 y 1450 por el maestro primitivo flamenco Rogier van der Weyden, con el tema del Juicio Final. Su técnica es de óleo sobre tabla, aunque algunos paneles han sido transferidos a lienzo. Sigue conservándose en la institución para la que inicialmente estaba destinada: el Hôtel-Dieu de Beaune. La obra fue un encargo de Nicolas Rolin, canciller de Borgoña y Brabante, que la concibió para ser vista por los enfermos desde su lecho. Durante la revolución francesa, el retablo fue retirado del lugar que ocupaba en la "sala de pobres", pero nunca salió del edificio. En 1812 fue sometido al cubrimiento pudoroso de los desnudos, y entre 1875 y 1878 fue restaurado por técnicos del museo del Louvre. Inicialmente (1836) fue atribuido a Jan van Eyck (que también había recibido encargos del mismo comitente -Virgen del canciller Rolin-). Desde 1843 se considera de Van der Weyden, detectándose la intervención de los miembros de su taller en las figuras de los ángeles y en nueve de los apóstoles.

## Asunto y tratamiento
El asunto representado está basado en pasajes del Evangelio de San Mateo (capítulos 24 y 25).

Entonces aparecerá la señal del Hijo del Hombre en el cielo; y entonces lamentarán todas las tribus de la tierra, y verán al Hijo del Hombre viniendo sobre las nubes del cielo, con poder y gran gloria. Y enviará sus ángeles con gran voz de trompeta, y juntarán a sus escogidos, de los cuatro vientos, desde un extremo del cielo hasta el otro. (...) Como en los días de Noé, así será la venida del Hijo del Hombre.
(...)
Cuando el Hijo del Hombre venga en su gloria, y todos los santos ángeles con él, entonces se sentará en su trono de gloria, y serán reunidas delante de él todas las naciones; y apartará los unos de los otros, como aparta el pastor las ovejas de los cabritos. Y pondrá las ovejas a su derecha, y los cabritos a su izquierda. Entonces el Rey dirá a los de su derecha: Venid, benditos de mi Padre, heredad el reino preparado para vosotros desde la fundación del mundo. Porque tuve hambre, y me disteis de comer; tuve sed, y me disteis de beber; fui forastero, y me recogisteis; estuve desnudo, y me cubristeis; enfermo, y me visitasteis (...) De cierto os digo que en cuanto lo hicisteis a uno de estos mis hermanos más pequeños, a mí lo hicisteis. Entonces dirá también a los de la izquierda: Apartaos de mí, malditos, al fuego eterno preparado para el diablo y sus ángeles. (...) E irán éstos al castigo eterno, y los justos a la vida eterna.

El contexto para el que se destinaba la obra era particularmente adecuado: la sala de enfermos de un hospital de caridad.
En la parte superior del panel central se representa a Cristo como juez, sentado sobre el arco iris (que simboliza la alianza bíblica entre Dios y los hombres), vistiendo un manto rojo que deja ver las cinco llagas, con una espada a su izquierda y un lirio a su derecha. Bajo el lirio, una inscripción en letras blancas con el texto venite benedicti Patris mei possidete paratum vobis regnum a constitutione mundi ("venid, benditos de mi Padre, heredad el reino preparado para vosotros desde la fundación del mundo"). Bajo la espada, una inscripción en letras negras con el texto discedite a me maledicti in ignem aeternum qui paratus est diabolo et angelis eius ("apartaos de mí, malditos, al fuego eterno preparado para el diablo y para sus ángeles"). Ambos textos son desarrollo de la parábola del juicio final o parábola de las ovejas y los cabritos.
En dos pequeños paneles a ambos lados de la parte superior del panel central, sendas parejas de ángeles portan los símbolos de la Pasión o Arma Christi.
En la parte inferior del panel central, bajo Cristo, se representa al arcángel Miguel pesando las almas, con la iconografía propia del Juicio Final. A sus pies los muertos se levantan de sus tumbas. Algunos están destinados al Paraíso; otros al Infierno. El primero se representa como una catedral, brillantemente iluminada, hacia la que los bienaventurados caminan en calma y actitud orante. El segundo como un terrible lugar hacia el que los condenados se arrastran entre gritos y lamentos. Ambos grupos parecen ser impulsados a su destino final por el sonido que emiten unos ángeles trompeteros.
En los paneles dispuestos a ambos lados, la Virgen María, San Juan Bautista, los doce apóstoles y otros santos no identificados con seguridad.
La distinción de los ambientes terrenal y celestial se obtiene con los fondos: celaje azul en el primero y un dorado ubicuo en el segundo, perfilado en contornos nubosos (rompimiento de gloria).
En los paneles solo visibles cuando el políptico está cerrado, se disponen unas grisallas en los paneles centrales, figurando esculturas (del grupo de la Anunciación en los dos superiores y de San Sebastián y San Antonio Abad -protectores contra enfermedades contagiosas- en los dos inferiores); mientras que en los de la izquierda y la derecha se representan respectivamente a los donantes, Nicolas Rolin y Guigone de Salins, su mujer, arrollidados en posición orante. Dos ángeles portan sus emblemas heráldicos, de forma equiparable a la representación iconográfica de los atributos de los santos.

## Estilo
La obra es propia de la época de madurez de van der Weyden, cuando se había establecido como pintor oficial de la ciudad de Bruselas y su fama se había divulgado por toda Europa. Es la obra más ambiciosa del maestro, tanto por sus dimensiones como por su complejidad iconográfica, estética y compositiva. El cromatismo es espectacular, especialmente en los ropajes. La ejecución está cuidada hasta los más mínimos detalles, siguiendo el estilo propio de la pintura flamenca de su época. La división en paneles no impide la concepción unitaria del conjunto, a través de numerosos recursos, como la marcada simetría, la continuidad de ciertas líneas (perfil de las nubes doradas, trazado del arco iris) y la disposición de ciertas masas (los diferentes grupos de santos, condenados y bienaventurados).

## Galería
| El políptico abierto y cerrado |
|                                |

## Precedentes e influencia
El tema fue tratado en varias ocasiones en la pintura flamenca: anteriormente por el ya citado Jan van Eyck (La Crucifixión y el Juicio Final, ca. 1440) y posteriormente por Hans Memling -en 1466- y por Dieric Bouts (en 1468). También en el entorno cercano de la pintura alemana, donde Stefan Lochner realiza una obra de muy similar iconografía (ca. 1436).

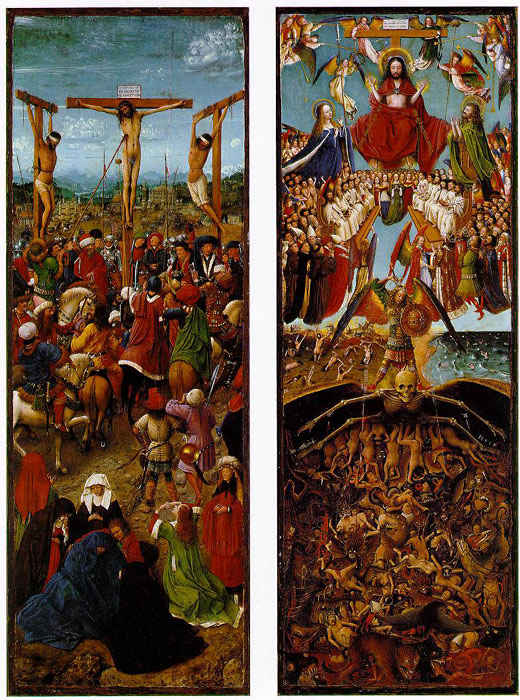
Jan van Eyck.
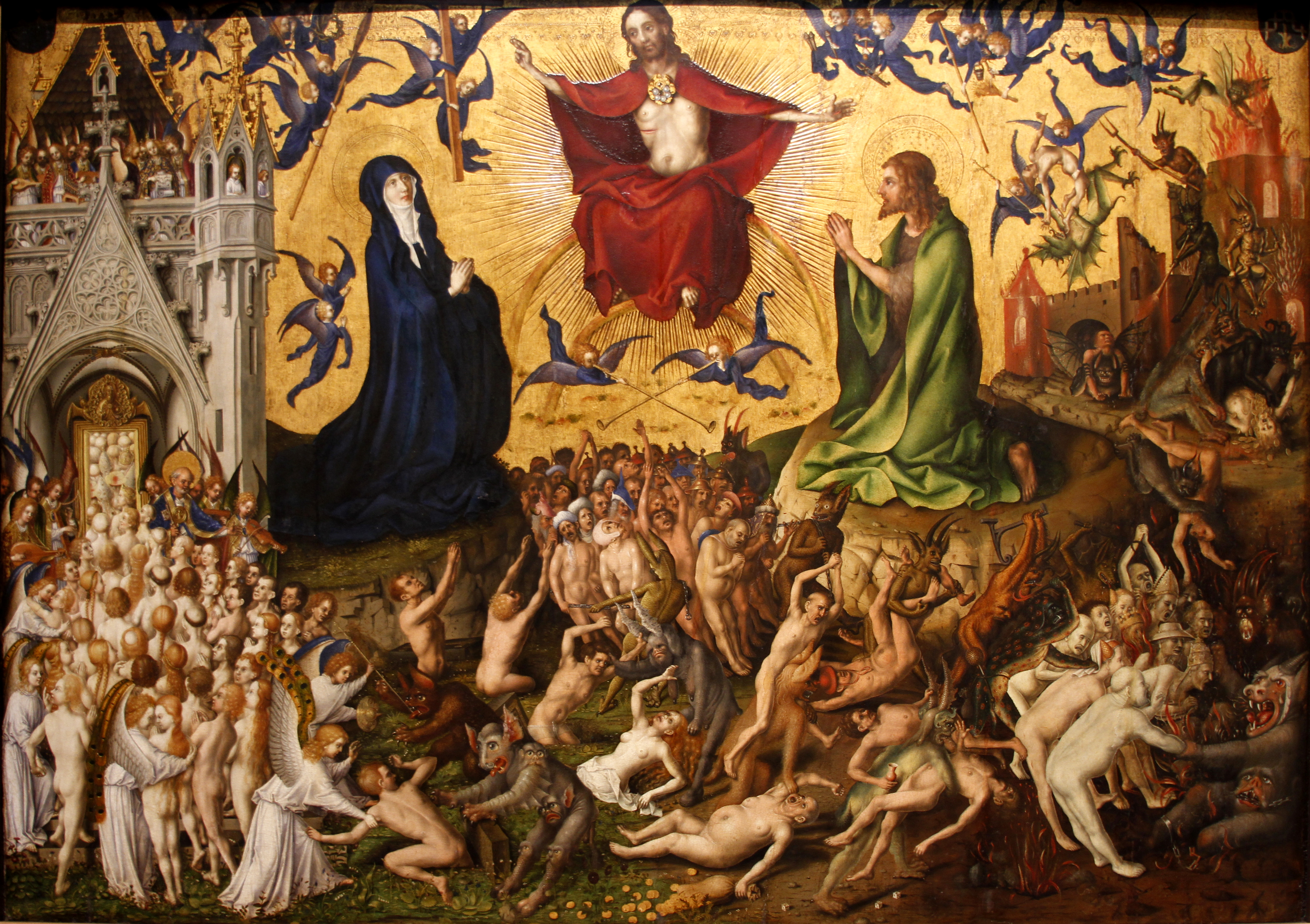
Stefan Lochner
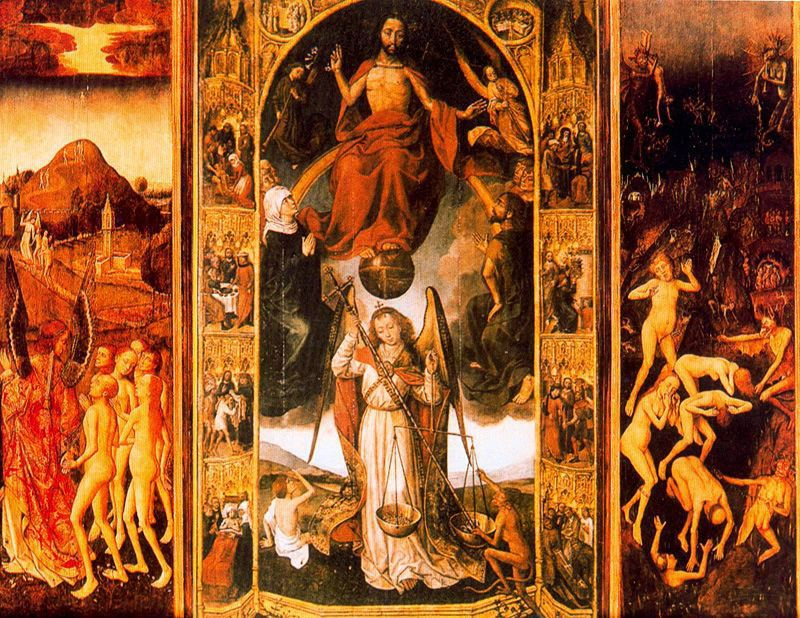
Seguidor del Maestro del Tríptico de la Redención del Prado
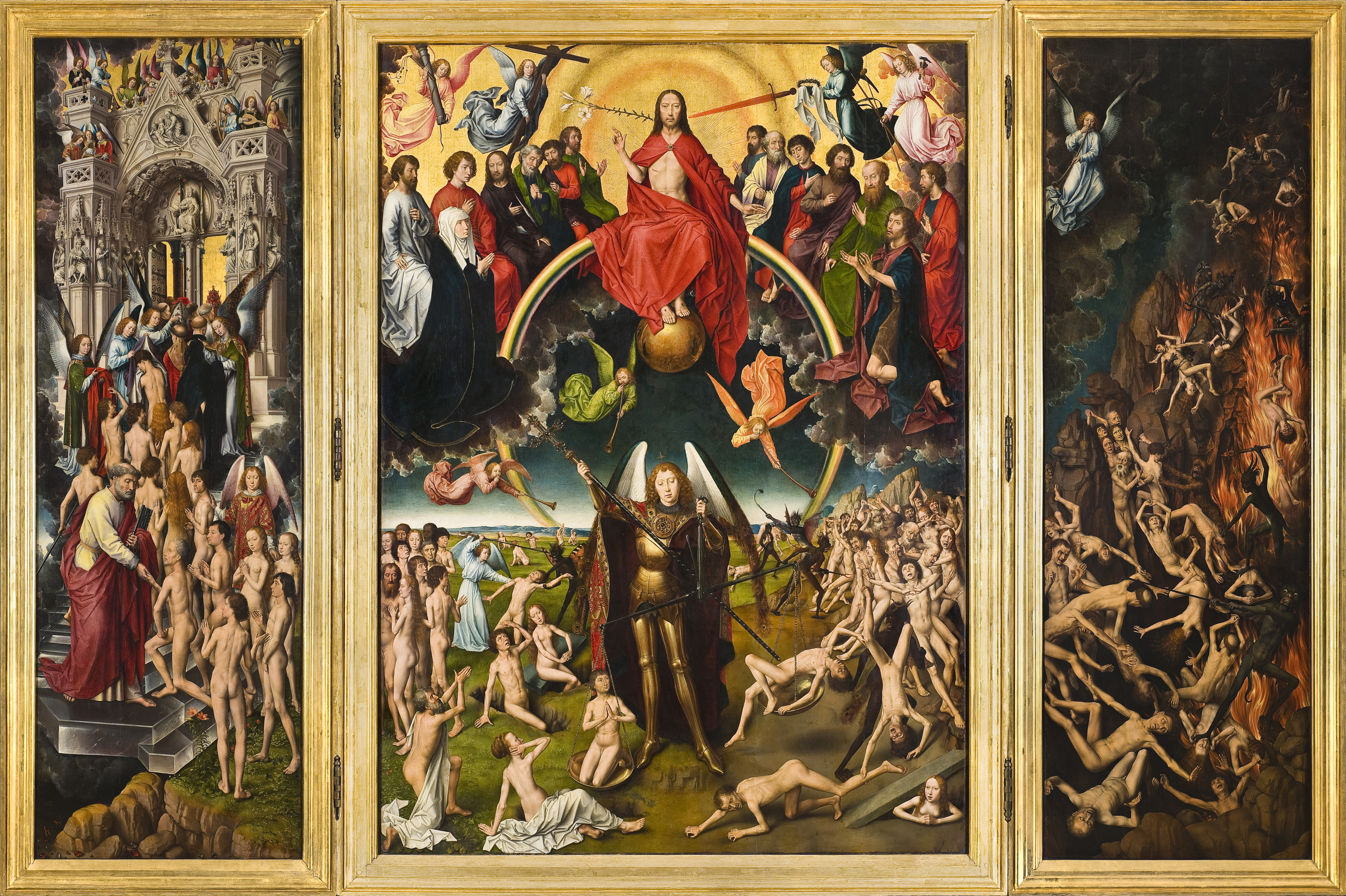
Hans Memling
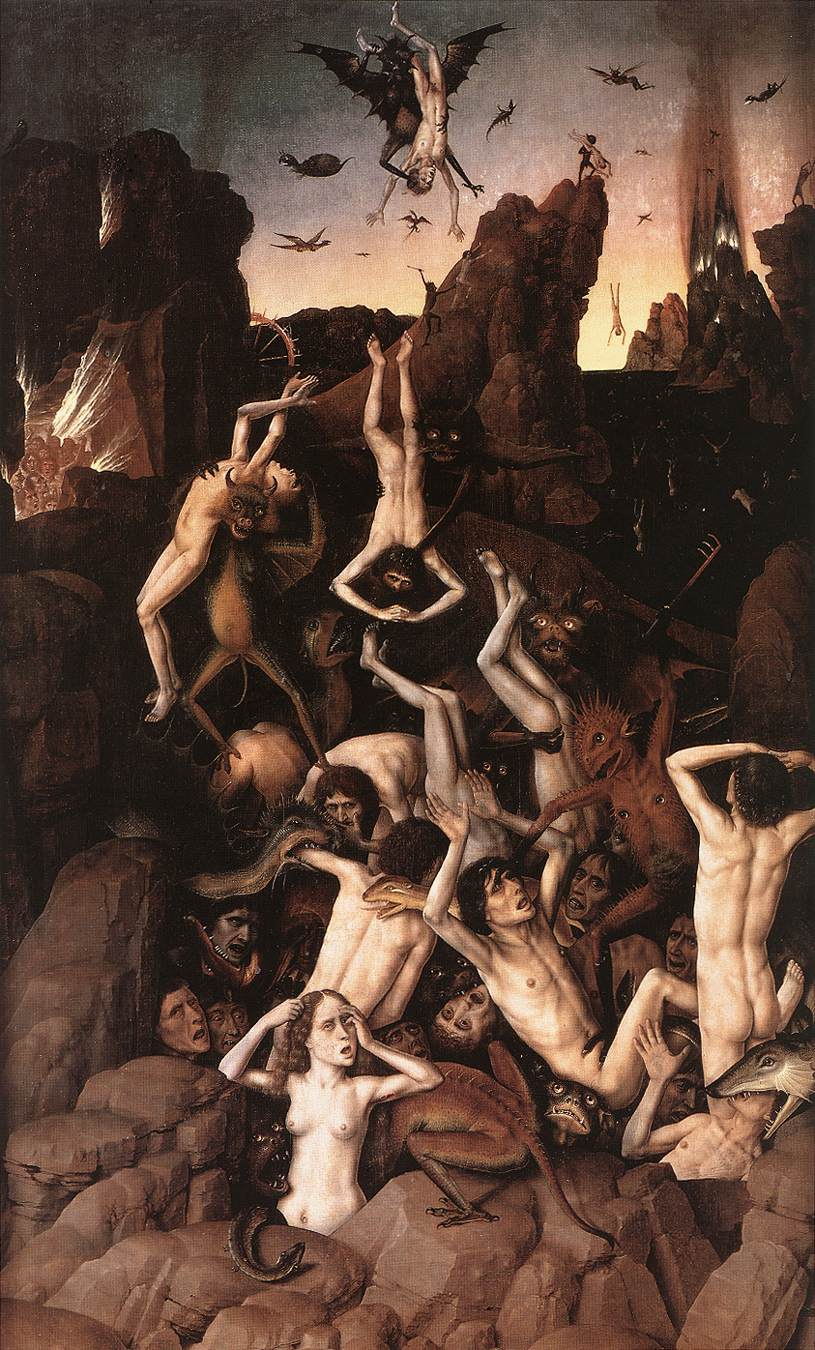
Dieric Bouts

## Repercusión en otros ámbitos
En 1943, se emitió un sello de 4 francos que representa a los dos donantes tal como aparecen en esta obra; y que se vendió anticipadamente el 21 de julio de 1943 en Beaune. Está catalogado como YT 583.
Peter Hitchens atribuye su conversión al cristianismo a la impresión que le causó esta obra.